# Lorryia mirabilis
Lorryia mirabilis är en spindeldjursart som först beskrevs av Kuznetzov 1973.  Lorryia mirabilis ingår i släktet Lorryia, och familjen Tydeidae. Arten är reproducerande i Sverige.